# František Dokulil
František Dokulil (* 31. května 1948) je bývalý český fotbalový obránce.

## Fotbalová kariéra
Začínal v ZKL Brno a během ZVS nastupoval za Duklu Tábor. V československé lize hrál v sezóně 1969/1970 za Baník Ostrava. Nastoupil v 1 ligovém utkání. Gól v lize nedal.

### Prvoligová bilance
| Ročník                                     | Zápasy | Góly | Minuty | Klub          |
| ------------------------------------------ | ------ | ---- | ------ | ------------- |
| 1. československá fotbalová liga 1969/1970 | 1      | 0    | 30     | Baník Ostrava |
| Celkem 1. liga                             | 1      | 0    | 30     |               |